# Thamnophilus doliatus
El batará barrado (Thamnophilus doliatus) es una especie de ave paseriforme de la familia Thamnophilidae perteneciente al numeroso género Thamnophilus. Está ampliamente distribuida por casi toda la región Neotropical. Se le encuentra desde México hasta el norte argentino a través de Centroamérica y la mayor parte de Sudamérica.

## Nombres comunes
Se le denomina batará barrado (en Colombia, México y Perú), batará rayado (en Paraguay), choca listada (en Argentina), batará listado (en Bolivia), batará barreteado (en Costa Rica), hormiguero rayado (en Honduras) o pavita hormiguera común (en Venezuela.

## Distribución y hábitat
Se le encuentra en México; Guatemala; Belice; Honduras; El Salvador; Nicaragua; Costa Rica; Panamá; Colombia; Venezuela; Trinidad y Tobago; Guyana; Surinam; Guayana francesa; Brasil; Ecuador; Perú;Bolivia; Paraguay y Argentina. Ver detalles en Subespecies.
Habita una diversidad de ambientes: florestas tropicales y subtropicales húmedas de baja altitud, sabanas secas y cerrados, montes y matorrales húmedos y secos, jardines y áreas urbanas y rurales habitadas y florestas altamente degradadas. Generalmente abajo de los 1500 m de altitud.

## Descripción
Mide 16,5 cm y pesa 28 g. Tiene la cresta erizada y ojos amarillos. Hay un fuerte dimorfismo sexual. El macho es negro barrado de blanco por arriba; corona negra, muchas veces con blanco semioculto; nuca y lados de la cabeza más estriados. Por abajo, es blanco barrado de negro. La hembra es canela vivo por arriba con la nuca y lados de la cabeza estriados de blanco sucio y negro; por abajo es pardo anaranjada. Es más pequeño y con el pico ganchudo y menos grueso que el de Cymbilaimus lineatus; la maxila es negruzca, la mandíbula es gris azulado, y las patas son plomizas. El macho juvenil es barrado ante y negro tiznado por encima y por debajo, no tan bien definido como el de los adultos. La hembra juvenil es similar a las adultas pero más o menos barrada con un negro tiznado por encima y tiznado.

## Comportamiento
Este vistoso pájaro acostumbra a quedar oculto en la vegetación densa y es difícil de ver, inclusive en lugares donde es numeroso.

### Alimentación
Se alimenta de insectos que busca examinando el follaje, saltitando junto con su pareja. No se junta a bandadas mixtas. En algunas ocasiones siguen a hormigas guerreras en compañía de individuos de Gymnocichla nudiceps (en Centroamérica).

### Reproducción
Su nido consiste en una taza profunda de paredes delgadas, pegada por el borde a una horqueta horizontal. Está construida de bejucos finos, zarcillos, rizomorfos negros de hongos y a menudo unos pocos manojos de musgo verde por fuera. Se encuentra una altura de 1 a 9 m. Ponen 2 huevos, en raras ocasiones 3, de color blanco con manchones y salpicaduras café purpúreo o chocolate, sobre toda la superficie o concentrados en el extremo más grueso. Se reproducen de enero a junio.

### Vocalización
Más oído de que visto, su canto es una serie sonora y rápida de notas nasales que se aceleran, «han-han-han-hanhanhanhanhan-han», terminando en una nota bien distinta; recuerda a una carcajada. Al cantar, el macho acostumbra erizar la cresta y abrir la cola, a veces meneando el cuerpo; la hembra puede hacerle eco, con un canto más agudo y en general, más corto.

## Sistemática

### Descripción original
La especie T. doliatus fue descrita por primera vez por el naturalista sueco Carlos Linneo en 1764 bajo el nombre científico Lanius doliatus; sin localidad tipo, corregido para «Surinam».

### Etimología
El nombre genérico «Thamnophilus» deriva del griego «thamnos»: arbusto y «philos»: amante; «amante de arbustos»; y el nombre de la especie «doliatus», del latín «doliatus»: barrado.

### Taxonomía
Pertenece a un grupo de especies que también incluye Thamnophilus zarumae, Thamnophilus multistriatus, Thamnophilus tenuepunctatus, Thamnophilus palliatus, Thamnophilus torquatus y Thamnophilus ruficapillus. Forma uma superespecie con la primera de aquellas con quien era anteriormente tratada como conespecífica, pero difiere en morfología y vocalizaciones. La taxonomía de la presente especie precisa de estudio y posible revisión; las subespecies pueden constituir más que una especie; más allá, el plumaje varía considerablemente entre las varias subespecies, aparentemente siguiendo un patrón clinal, y se necesitan comparaciones de la morfología con características moleculares y otras para reconfirmar la validad de muchos taxones; el tratamiento actual es tentativo.

### Subespecies
Según la clasificación del Congreso Ornitológico Internacional (IOC) (Versión 7.2, 2017) y Clements Checklist v.2016, se reconocen 12 subespecies, con su correspondiente distribución geográfica:
Grupo politípico doliatus:
- Thamnophilus doliatus intermedius Ridgway, 1888 - este de México  (al sureste desde el sur de Tamaulipas y San Luis Potosí y, en la pendiente del Pacífico, hacia el este desde Oaxaca), Belice y Guatemala hacia el sur hasta el oeste de Panamá (oeste de Chiriquí, Bocas del Toro).
- Thamnophilus doliatus nigricristatus Lawrence, 1865 - oeste y centro de Panamá (este de Chiriquí y sur de Veraguas al este hasta el oeste de San Blas).
- Thamnophilus doliatus eremnus Wetmore, 1957 - Islas Coiba, sur de Panamá.
- Thamnophilus doliatus nesiotes Wetmore, 1970 - archipiélago de las Perlas, sur de Panamá.
- Thamnophilus doliatus albicans Lafresnaye, 1844 - norte y oeste de Colombia (pendiente caribeña desde Antioquia y Córdoba al este hasta La Guajira, y al sur en el valle del Magdalena hasta Huila).
- Thamnophilus doliatus nigrescens Lawrence, 1867 - centro norte de Colombia al este de los Andes (noreste de Norte de Santander) y noroeste de Venezuela al norte de los Andes (Zulia, Táchira, oeste de Mérida).
- Thamnophilus doliatus tobagensis Hartert & Goodson, 1917 - Tobago.
- Thamnophilus doliatus doliatus (Linnaeus, 1764) - noreste de Colombia (este de Norte de Santander al sur hasta Meta y Guainía), Venezuela (excepto en el noroeste, y, aparentemente, sur de Bolívar y este de Amazonas, pero incluyendo la isla Margarita), Trinidad, las Guayanas, y el norte de la Amazonia en Brasil (extremo norte de Amazonas en el alto río Negro, Roraima, Amapá, y norte de Pará desde las vecindades del río Trombetas al este hasta la isla Marajó).
- Thamnophilus doliatus radiatus Vieillot, 1816 - extremo sureste de Colombia (sur de Amazonas), noreste de Ecuador (Napo), este de Perú (excepto norte de Amazonas y oeste de Loreto), oeste y centro sur de Brasil (margen norte del río Amazonas hacia el este hasta las vecindades del río Trombetas y, al sur del Amazonas, hacia el este hasta la margen derecha de los ríos Tapajós y Aripuanã en el oeste de Pará y al sur hasta Acre, Mato Grosso do Sul, oeste de Paraná y São Paulo), norte y este de Bolivia, Paraguay y norte y noreste de Argentina (Salta, Formosa, Santa Fe, Misiones).
- Thamnophilus doliatus cadwaladeri Bond & Meyer de Schauensee, 1940 - sur de Bolivia (Tarija).
- Thamnophilus doliatus difficilis Hellmayr, 1903 - centro este de Brasil (noreste y extremo sureste de Pará, Maranhão y suroeste de Piauí al sur hasta el este de Mato Grosso, oeste y sur de Goiás y extremo oeste de Bahía).

Grupo monotípico capistratus:

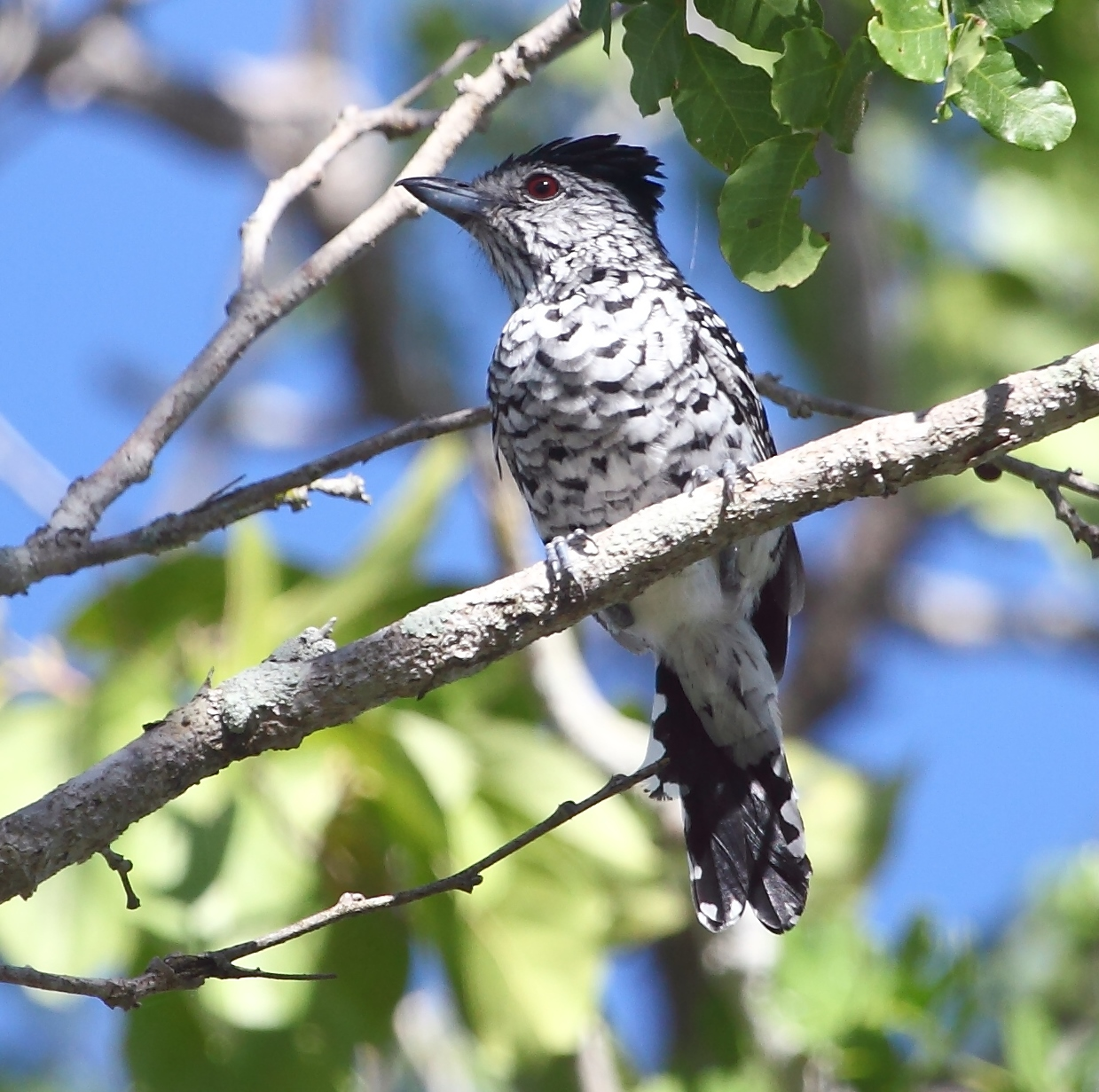
Ejemplar macho de Thamnophilus doliatus capistratus en Riachuelo, Río Grande do Norte, Brasil.

- Thamnophilus doliatus capistratus Lesson, 1840 - noreste de Brasil (este y sur de Piauí, Ceará y Rio Grande do Norte al sur hasta el extremo norte de Minas Gerais y centro de Bahía).[nota 1][12][13][14][15]

Otras subespecies descritas son yucatanensis (sur de México, norte de Guatemala) y pacificus (oeste de Honduras a oeste de Costa Rica), que parecen ser inseparables de intermedius; fraterculus (este de Colombia, norte de Venezuela, Trinidad), considerada no distinguible de la nominal; y subradiatus (este de Perú, oeste de Brasil), novus (Mato Grosso) y signatus (noreste de Bolivia, suroeste de  Brasil), que parecen ser inseparables de radiatus. Además, aves del norte de Colombia, antes consideradas una población disjunta de nigricristatus, cruza con albicans y es, por lo tanto, incluida con la última.